# Stepan Petrowitsch Tatarinow

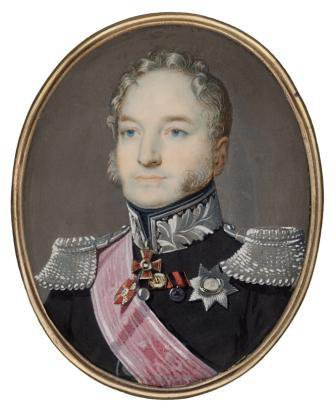
Stepan Petrowitsch Tatarinow (unbekannter Künstler, Schloss Ostankino)

Stepan Petrowitsch Tatarinow (russisch Степан Петрович Татаринов; * 1782; † 8. Januarjul. / 20. Januar 1847greg. in Omsk) war ein russischer Bergbauingenieur.

## Leben
Tatarinow stammte aus der altadligen Familie der Tatarinows aus Kasan. Er studierte in St. Petersburg an der Bergbau-Schule mit Abschluss 1800.
1800 wurde Tatarinow als Aufseher der privaten Eisenhütten und Gruben der Brüder Bataschow in den Ural geschickt. Dann war er Assistent des Geschäftsführers der Hüttenwerke Kuschwa und Serebrjanka (bei Nischni Tagil). Im Sommer 1805 wurde er zur Verbesserung der Kenntnisse der Bergbauwissenschaften und der Bergbauindustrie ins Ausland geschickt. Er machte Praktika in Sachsen, Böhmen, Bayern und Ungarn und kehrte drei Jahre später nach Russland zurück.
1815 wurde Tatarinow Geschäftsführer der Hüttenwerke Serebrjanka des Jekaterinburger Bergbau-Bezirks. Dann war er Geschäftsführer der Saline Dedjuchin im Ujesd Solikamsk im Gouvernement Perm.
1821 wurde Tatarinow zum Chef der Werke des Slatouster Bergbaubezirks und Direktor der Waffenfabrik Slatoust ernannt. 1823 erfand er für das Goldwaschen einen gusseisernen Waschherd und führte ihn in die Praxis ein (die deutschen Fachausdrücke des Bergbauwesens wie auch die Titel wurden wörtlich ins Russische übernommen). Da nun weniger häufig gereinigt werden musste, verdoppelte sich die Produktivität. Im September 1824 kam Kaiser Alexander I. zur Inspektion der Waffenfabrik nach Slatoust und ehrte Tatarinow durch eine Ordensverleihung.
1825 wurde aufgrund von Beschwerden der ausländischen Büchsenmacher in der Waffenfabrik Slatoust der Ober-Bergprobierer Adolf Agthe nach Slatoust geschickt, um die Verhältnisse in der Waffenfabrik zu untersuchen. Er deckte zahlreiche Missbräuche auf, worauf 1826 Tatarinow abgelöst und in die Permer Bergbauverwaltung versetzt wurde, während Agthe Leiter der Slatouster Hüttenwerke und der Waffenfabrik wurde.
Ende September 1827 schickte das Departement für Bergbau- und Salinenangelegenheiten in St. Petersburg Tatarinow zum Generalgouverneur Ostsibiriens Alexander Stepanowitsch Lawinski zu dessen Verfügung. Lawinski führte gerade eine Revision des Bergbaubezirks Nertschinsk durch. Mit Tatarinow inspizierte er die Bergwerke in Transbaikalien und legte die Markscheiden des jeweiligen Werksbesitzes fest. Der Chef der Nertschinsker Werke Timofei Stepanowitsch Burnaschew war während der Tätigkeit der Revisionskommission beurlaubt und trat dann mit seinem Stellvertreter Frisch aus Gesundheitsgründen zurück. Zu seinem Nachfolger ernannte das Kaiserliche Kabinett im Oktober 1829 Tatarinow. Zu den Nertschinsker Werken gehörten die Nertschinsker Silberhütten, die Kronbesitz der kaiserlichen Familie waren. Tatarinow kümmerte sich um Lazarette, Krankenhäuser und Gefängnisse und sorgte für Ordnung in allen untergeordneten Einrichtungen. In einem Befehl vom Februar 1835 verpflichtete er die Kommandanten, für Sauberkeit und gute Luft in den Gefängnissen und Kasernen zu sorgen und keine ungerechtfertigten Strafen zu verhängen, während die Aufseher die Arbeiter freundlich zu gutem Leben und fleißiger Arbeit ermuntern sollten.
Unter Tatarinows Leitung wurden in Nertschinski Sawod ein geophysikalisches Observatorium und eine Wetterstation gebaut sowie ein Laboratorium ausgerüstet. Die Sammlungen des mineralogischen Kabinetts wurden beträchtlich erweitert. Treiböfen für die Abtrennung des Silbers wurden eingeführt. Zu seinen Mitarbeitern gehörten der erste Dichter Sibiriens Fjodor Iwanowitsch Baldauf, der Erforscher des Gorbunka-Salzsees Alexander Christianowitsch von Vietinghoff, der Leiter des chemischen Laboratoriums und geophysikalischen Observatoriums Jegor Bogdanowitsch Prang und die Mitglieder der Nertschinsker Bergbau-Expedition Jewgeni Gawrilowitsch Tschebajewski und P. M. Tschernigowijew.
1840 wurde Tatarinow zum Generalmajor des Bergbauingenieurkorps befördert und zum Tomsker Zivilgouverneur und Oberchef der Altai-Bergbaubetriebe ernannt. Nachdem er im Juni 1841 an seinem neuen Dienstort angekommen war, führte er dort die neusten in- und ausländischen Technologien ein. Er erfand die Schöpfherde für das Vergießen kleiner Gusseisenmengen. Er nahm nie Urlaub, überwachte persönlich alle Arbeiten in den Werken und half den Kollegen.
1842 initiierte Tatarinow eine Spendensammlung für den Bau einer neuen Dreifaltigkeitskathedrale in Tomsk und spendete selbst die damals beträchtliche Summe von 600 Rubel. 1843 entstand mit Tatarinows Unterstützung die Kommission für den Bau der Kathedrale, der im Juni 1845 begann. Bereits im September 1845 wies Tatarinow auf Fehler bei der Bautechnik hin. Im Juli 1850 kurz vor der Fertigstellung stürzte die Kuppel ein.
Im Januar 1847 zog Tatarinow nach Omsk, um die Obergeschäftsführung Westsibiriens zu übernehmen. Er erkrankte und starb plötzlich.
Tatarinow war verheiratet mit Anna Petrowna Gneditsch, Cousine des Dichters Nikolai Iwanowitsch Gneditsch, und hatte 7 Kinder. Seine Söhne wurden Bergingenieure.
Nach Tatarinow wurde die Schwärmer-Art Callambulyx tatarinovii benannt.

## Ehrungen
- Bronze-Medaille 1812
- Orden des Heiligen Wladimir IV. Klasse (Februar 1824), III. Klasse (1837)
- Orden der Heiligen Anna II. Klasse (September 1824),[2] II. Klasse mit Kaiserlicher Krone (1832)
- Sankt-Stanislaus-Orden I. Klasse (1843)